# Chiller (refrigeratore)
Un refrigeratore, gruppo frigorifero o chiller è una macchina termica del tipo macchina operatrice, che sfruttando la compressione e l'espansione di un aeriforme, tale fluido refrigerante (ammoniaca o freon, e altri alogenuri alchilici, chiamati impropriamente anche clorofluorocarburi, CFC), consente di sottrarre calore a un fluido termovettore, spesso acqua o aria.
Vengono comunemente impiegati nell'industria alimentare e in applicazioni di termoregolazione industriale, laddove il Processo di produzione industriale richieda di raggiungere e mantenere temperature molto basse.

## Ciclo frigorifero
Un ciclo frigorifero è un ciclo termodinamico che ha per effetto il trasferimento di calore da un fluido o da un ambiente a un altro. Ci sono tre tipi di ciclo frigorifero:
- a compressione o di Kelvin
- di Stirling
- ad assorbimento o di Carré

Il ciclo frigorifero a compressione di vapore è quello più usato nel refrigeratore sia industriale sia domestico, in cui un compressore dinamico viene impiegato per comprimere il fluido refrigerante, che in conseguenza dell'aumento di pressione passa dallo stato aeriforme allo stato liquido. Il liquido viene quindi fatto espandere, tornando alla fase gassosa evaporando. Per effetto dell'espansione e della conseguente evaporazione, il gas sottrae la quantità di calore necessaria a compiere la propria transizione di fase, calore latente di evaporazione o condensazione.
Il ciclo frigorifero di Stirling è caratterizzato da un'alternanza ciclica di fasi di espansione e compressione del fluido termovettore, non implica cambiamento di stato del fluido e non è pertanto legato a determinate temperature operative.
Il ciclo frigorifero ad assorbimento è caratterizzato da un'efficienza minore perché può funzionare con scarti termici industriali ma non richiede elettricità; è di più complessa realizzazione e minor rendimento termico. Sfrutta spesso calore di scarto e recupero termico da processi industriali o da cogenerazione, applicato a un soluto in un solvente, che viene in tal modo ciclicamente concentrato e nuovamente diluito. Ci sono due sistemi diversi: adsorbimento (gas-solido raramente usato e più costoso), absorbimento (gas-liquido più usato cioè quello descritto sopra).

## Composizione di un chiller
Un gruppo frigorifero (a compressione) consta di più macchine termiche accostati allo scambiatore di calore, impiegati per fornire o sottrarre calore nelle diverse fasi di un ciclo frigorifero e cioè:
- Compressore
- Evaporatore
- Condensatore
- Valvola di laminazione o espansione

## Livelli di temperatura
La massima temperatura in uscita ottenibile mediante l'uso di un chiller è tipicamente di 20 °C. Per raggiungere temperature più elevate, è invece consigliabile l'impiego di uno Scambiatore di calore intermedio. Laddove il livello di temperatura del fluido in uscita superi i 35°, è infine possibile ricorrere all'impiego di dry cooler.
Le temperature minime ottenibili mediante l'impiego di un chiller arrivano invece fino a -30 °C per impianti standard monocompressore. Per scendere ulteriormente e raggiungere livelli di temperatura ancora più bassi è invece necessario utilizzare più compressori in cascata, nel qual caso si ha a che fare con impianti decisamente speciali.

## Tipologie di chiller
A seconda del Processo di produzione industriale e del fluido termovettore impiegato nella fase di condensazione del fluido refrigerante, è possibile individuare quelli con:
- Raffreddamento a liquido
- Raffreddamento ad aria

il Refrigeratore raffreddato ad acqua, la condensazione del gas frigorigeno avviene mediante l'impiego di uno scambiatore di calore ad acqua. 
il Refrigeratore raffreddato ad aria, lo stesso processo di condensazione del gas frigorigeno è invece ottenuto tramite l'impiego di aria: per tale motivo, questo genere di chiller è generalmente più rumoroso ed energivoro, a causa della soffiante e movimentazione dell'aria presente, ma di contro, ha il vantaggio di non richiedere alcun consumo di acqua.

## Rendimento termico
Il gruppo frigorifero è una macchina termica che consuma notevoli quantità di elettricità richiesta per il funzionamento del compressore.
Il rendimento di un refrigeratore, espressa in KW, o in Kcal/h, è dipendente dalle due temperature tra cui opera il fluido refrigerante: quella esterna e quella del sistema da raffreddare.
In proporzione al variare di questi due fattori, varia di conseguenza il consumo elettrico del compressore, essendo il suo rendimento strettamente dipendente dalle temperature di evaporazione e di condensazione.
Per fare un esempio, se scende la temperatura di richiesta del fluido in uscita, il rendimento termico del gruppo frigorifero diminuisce in maniera direttamente proporzionale. in altri termini la dissipazione di una definita quantità di calore a una temperatura maggiore, consuma meno che nel caso la dissipazione della stessa quantità di calore a una temperatura minore. Esempio: costano di più 100.000 Kcal/h di acqua a 5 °C rispetto a 100.000 Kcal/h di acqua a 15 °C.
In condizioni di temperatura esterna bassa (entro certi limiti) ha rendimento migliore rispetto a una installazione in una zona più calda.
Quando si progetta un gruppo frigorifero, per applicazione in un determinato processo di produzione industriale, è pertanto molto importante definire a priori questi limiti, in modo da dimensionare correttamente l'impianto di raffreddamento alle condizioni operative effettive, al fine di ottimizzare il rendimento frigorifero desiderato dell'impianto di raffreddamento.